# Gare de Pierrefonds
La gare de Pierrefonds est une gare ferroviaire française désaffectée située sur le territoire de la commune de Pierrefonds dans le département de l'Oise en région Hauts-de-France. Ouverte en 1884 et fermée au service des voyageurs le 25 février 1940, elle a fait l'objet d'une inscription au titre des monuments historiques en 1977.

## Situation ferroviaire
Cette gare était située au point kilométrique 79,272 de la ligne de Rethondes à La Ferté-Milon à 83 m d'altitude.

## Histoire

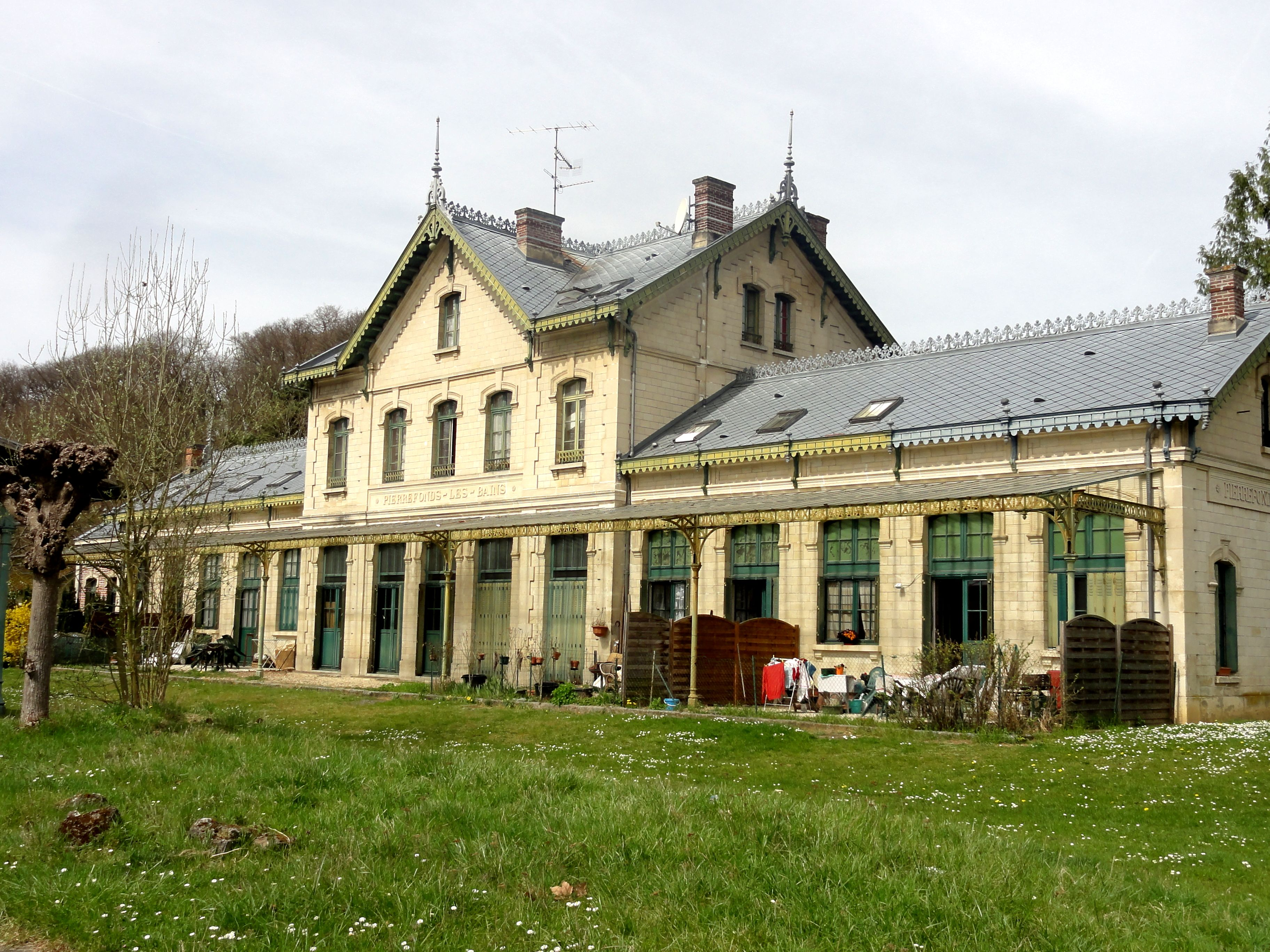
La gare en 2013.

La gare de Pierrefonds se situe sur l'ancienne ligne de Rethondes à La Ferté-Milon, tronçon d'un itinéraire devant relier Amiens à Dijon. Le bâtiment voyageurs est édifié dans le site du Beaudon par l'architecte Charles Lecoeur, recommandé par le prince Radziwiłł, propriétaire de l'hôtel des Bains.
Les travaux démarrent en 1883 avec le remblaiement du site. Le bâtiment est édifié selon un plan de base établi par la Compagnie, qui fut notamment édifié à Crépy-en-Valois, Étaples - Le Touquet et Montdidier mais l'architecte choisit de remplacer la brique par des pierres de taille appareillées. Les tuiles mécaniques laissent la place à des ardoises de zinc en écaille.
Les installations comprennent une halle à marchandises et, en face, un petit château d'eau servant à l'alimentation des machines à vapeur.
La nouvelle gare de « Pierrefonds-les-Bains » est inaugurée le 24 janvier 1884, et contribue à la fréquentation touristique croissante du site, en particulier grâce à la présence du château de Pierrefonds et à l'établissement thermal.
La ligne est fermée au trafic voyageurs le 25 février 1940. Le 1er juillet 1966, le trafic de marchandises cesse à son tour. La voie ferrée est neutralisée l'année suivante.
La gare fait l'objet d'une inscription au titre des monuments historiques depuis le 4 octobre 1977.